# シャルル・ルクレール (レーシングドライバー)
シャルル・マルク・エルヴェ・ペルスヴァル・ルクレール（Charles Marc Hervé Perceval Leclerc, 1997年10月16日 - ）は、モナコ・モンテカルロ出身のレーシングドライバー。
マスメディアによっては、「チャールズ・レクラーク」（英語読み）と表記する場合もある。

## 初期の経歴
元レーシングドライバーである父エルヴェ・ルクレールと、フォンヴィエイユでヘアサロンを経営している元美容師の母パスカルの間に生まれた。父エルヴェは1980年代から1990年代にかけてF3のレースに出場していた。ルクレールは父の影響からアイルトン・セナを英雄視するようになる。ルクレールの父方の祖父は、フランスの自動車部品メーカーであるノバレスグループの創業者である。ルクレールには異母兄ロレンゾ・トロッタ・ルクレールと弟アーサー・ルクレールという2人の兄弟がおり、アーサーは2018年からフランスF4選手権に出場し、2022年にフォーミュラリージョナルアジア選手権で優勝しているレーサーである。ルクレールはモナコ＝ヴィルのリセ・アルベール・プルミエを卒業している。
初めてレーシングカートを体験したのは5歳の時であり、場所はジュール・ビアンキの父親が所有するフランス・ブリニョールのカート場だった。後にF1ドライバーとなるビアンキはルクレールの幼馴染であると同時に、良き指導者のような存在でもあった。ビアンキと同様に、ルクレールはニコラス・トッド率いる「オール・ロード・マネージメント」（ARM）のメンバーとなった。

### カート
2005年からカートレースの大会に参加し始めた。2005年・2006年・2008年と「フランス・PACA・チャンピオンシップ」で3度のタイトルを獲得した。2009年はフランスのカデットチャンピオンとなり、翌年のKF3（英語版）クラス「ジュニア・モナコ・カート・カップ」でタイトルを獲得した。ルクレールによれば、レース活動のための資金は2010年末には尽きており、彼は2010年をもってレースを止める予定だったが、ビアンキがルクレールをニコラス・トッドに紹介したことにより、ARMに加入して活動を続けることができたという。
2011年までKF3クラスに参戦し、「CIK-FIA KF3・ワールドカップ」、「CIK-FIA カーティング・アカデミー・トロフィー」、「ERDF・ジュニア・カート・マスターズ」においてそれぞれタイトルを獲得した。2012年は、KF2（KF2）クラスへステップアップし、ワークス・チームのARTグランプリから参戦した「WSK・ユーロシリーズ」で年間タイトルを獲得した。その他では「CIK-FIA ヨーロピアン・KF2・チャンピオンシップ」、「CIK-FIA U18・ワールド・カーティング・チャンピオンシップ」などで総合2位の成績を残した。
2013年は、「CIK-FIA ヨーロピアン・チャンピオンシップ KZ（KZ）」にて総合6位に入った。「CIK-FIA ワールド・KZ・チャンピオンシップ」では2015年にF1デビューを果たすマックス・フェルスタッペンに次ぐ総合2位となった。

### フォーミュラ・ルノー2.0
ルクレールは、2014年よりイギリスのチームであるフォーテック・モータースポーツからフォーミュラ・ルノー2.0 アルプス・シリーズへ参戦し、シングル・シーターのレースに初参戦した。2014年シーズンは優勝2回、表彰台圏内7回の成績を残し、コイラネンGPから出走しているニック・デ・ブリーズに続く総合2位となった。同シリーズのルーキーが毎戦獲得したポイントで争うジュニア・チャンピオンシップでは1位を獲得した。
その後フォーテック・モータースポーツからユーロカップ・フォーミュラ・ルノー 2.0へゲストドライバーとして参加し、3度の2位表彰台を獲得した。
一方でこの年のF1日本GPではビアンキが大事故で昏睡状態となり、翌年に亡くなった。

### フォーミュラ3
2015年は、オランダのファン・アメルスフォールト・レーシングからヨーロッパ・フォーミュラ3選手権に参戦した。前半戦から中盤戦にかけてはコンスタントに表彰台に上る走りを見せたが、終盤戦は入賞圏内で終えるレースが続いた。優勝4回・表彰台圏内13回という成績で、総合4位に入った。同シリーズのルーキーズ・チャンピオンシップでは、2位に123.5ポイントの差をつけて1位となった。
マカオグランプリにも同チームから初参戦し、予選では3番グリッドを獲得した。決勝レースではトップと0.503秒差でチェッカーを受け、2位表彰台を獲得した。

### GP3シリーズ
2015年12月、ARTグランプリとアーデン・インターナショナルのポストシーズンテストに参加した。その後、ARTグランプリから2016年シーズンのGP3シリーズに参戦する事が決定した。
2016年シーズンはデビューレースとなった開幕戦でいきなり優勝し、その後も2勝を挙げる。シーズンを通して表彰台に登り続け、4勝を挙げたチームメイトのアレクサンダー・アルボンを上回って2016年シーズンのシリーズチャンピオンとなった。

## F2

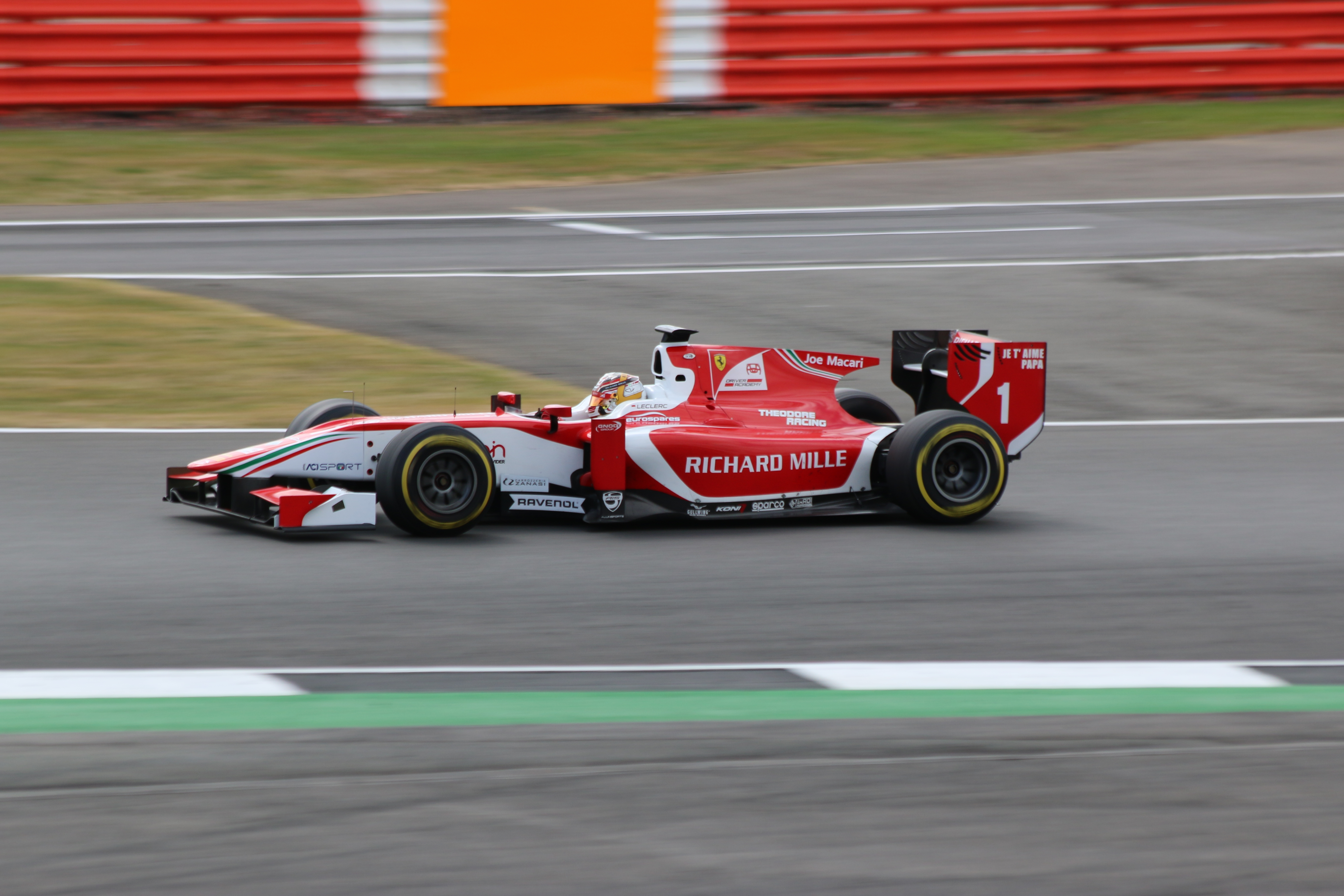
モンツァ・サーキットでプレマのF2マシンを走らせるシャルル・ルクレール

2017年はGP2シリーズから新たに名称変更されたF2に参戦した。チームはプレマ・パワーチームで、同じくフェラーリ・ドライバー・アカデミーの一員であるアントニオ・フォコのチームメイトとなった。
開幕戦バーレーンではデビュー戦でのポールポジションを獲得した。先頭からスタートしたレース1は優勝したマルケロフから13.7秒差の3位で終えた。翌日のレース2では1位を走行中にピットストップしてタイヤ交換を行うという（レース2においては）珍しい戦略をとり、ピットアウト後には14位まで順位を落としたが、その後8周で13台のマシンを追い抜いて最終周にトップに立ち、初優勝を果たした。第2戦バルセロナのレース1ではポールトゥーウィンを果たし、バーレーンのレース2に引き続き連勝した。
地元での開催となる第3戦モナコでは3戦連続でのポールポジションを獲得し、レース1では後続に7秒の差をつけて1位を走っていたが、セーフティカー出動中にフロントサスペンションが故障してリタイアした。
F2第4戦を前にした2017年6月20日、父エルヴェが長期にわたる闘病の末に死去した。6月24-25日に行われた第4戦アゼルバイジャンのレース1ではポールトゥーウィンで3勝目を挙げ、翌日のレース2でもトップでチェッカーフラッグを受けたが、黄旗中に減速を怠ったとして10秒加算のペナルティを受けた結果2位となった。
第7戦ハンガリーの予選では7戦連続となるポールポジションを獲得したかに見えたが、予選後の車検でデフに使用されていたシムの材質が規定違反であるのが見つかり、ポールを剥奪された。最後尾グリッドからスタートしたレース1では多くのマシンを追い抜き4位まで順位を上げた。スパ・フランコルシャンで行われた第8戦ベルギーでもポールポジションを獲得し、レース1をポールトゥウィンで勝利したが、レース後にフロアの板の厚さが規定違反であるとして失格となった。失格によりレース2では再び最後方からのスタートとなったが5位に入賞した。
第10戦ヘレスでもポールポジションを獲得してレース1で勝利し、3レースを残してF2のドライバーズタイトルを獲得した。シーズン最終レースとなったアブダビでのレース2、ルクレールは7番グリッドからスタートし、最終周に首位のアレクサンダー・アルボンを接触しつつも追い抜いて優勝した。
最終的にルクレールは優勝7回、ポールポジション8回という成績で2017年のF2チャンピオンとなった。F1直下のカテゴリにおけるデビューシーズンでのチャンピオン獲得は、GP2時代の2009年のニコ・ヒュルケンベルグ以来だった。

## F1

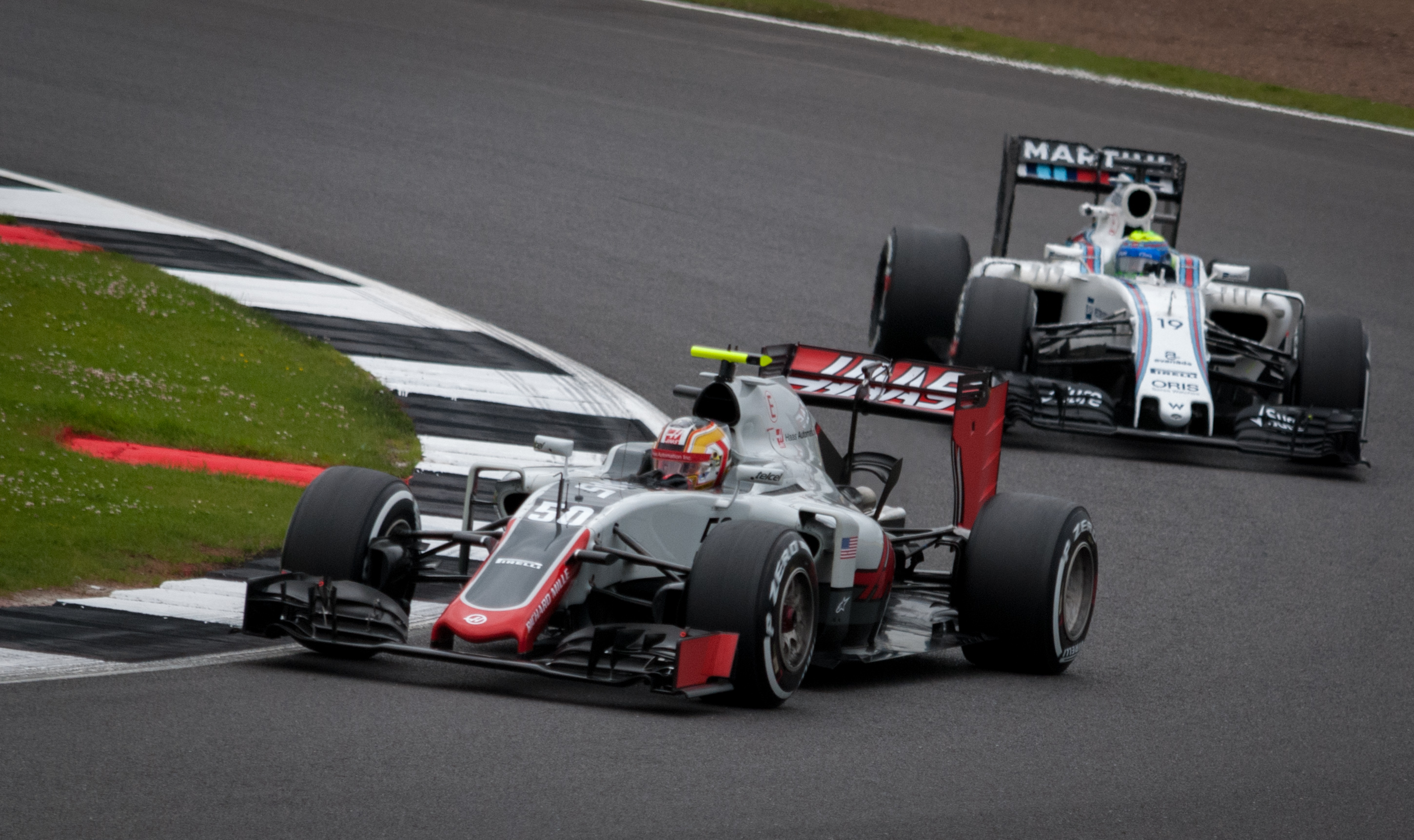
2016年イギリスGPのFP1、ハースのマシンでF1初走行を行うルクレール（手前）

2016年3月には、ジャン・アレジの息子であるジュリアーノ・アレジと共にフェラーリ・ドライバー・アカデミー (FDA) の一員に加わった。同時にルクレールは、スクーデリア・フェラーリとハースF1チームの開発ドライバーに就任した。第10戦イギリスGPの金曜フリー走行1回目（FP1）にハースのドライバーとして出走することが決まり、全体の18番手タイムをマークした。

### ザウバー時代
2017年は、ザウバーのリザーブドライバーに就任し、計4戦においてFP1に出走した。
2018年は、チームは31年ぶりにF1復帰のアルファロメオをタイトルスポンサーとして迎え、フェラーリとのパートナーシップを強化した「アルファロメオ・ザウバーF1チーム」へ改名すると同時にルクレールの起用を発表。これにより、1994年のオリビエ・ベレッタ以来、24年ぶりの生まれながらのモナコ人F1ドライバーとなる。また、GP2時代から通算すると、2010年にチャンピオンを獲得し翌年にウィリアムズからデビューしたパストール・マルドナド以来7年ぶりに直下カテゴリーから直接のフル参戦デビューが決まった。カーナンバーは「16」を選択した。

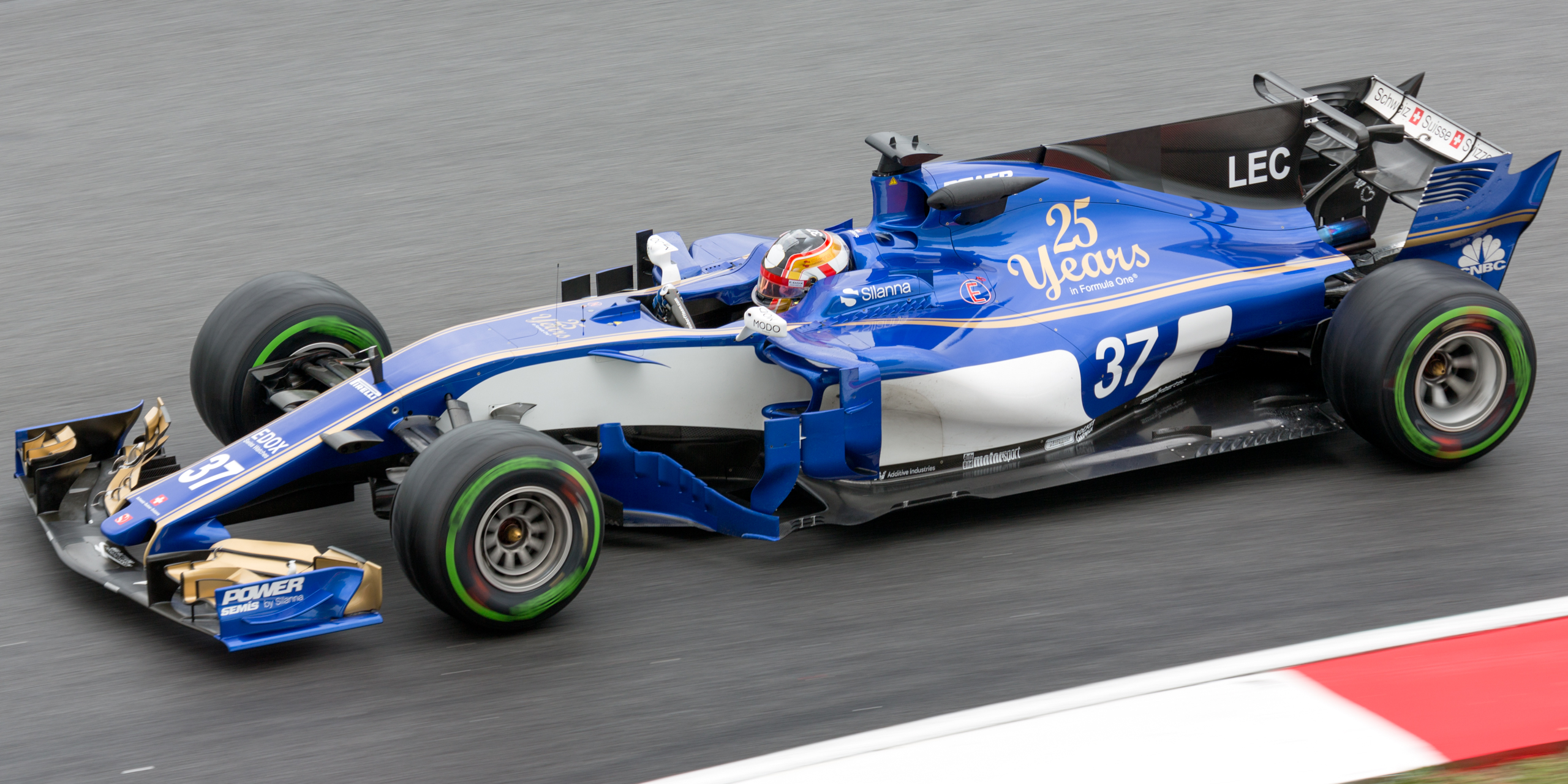
2017年マレーシアグランプリのFP1で走行するルクレール

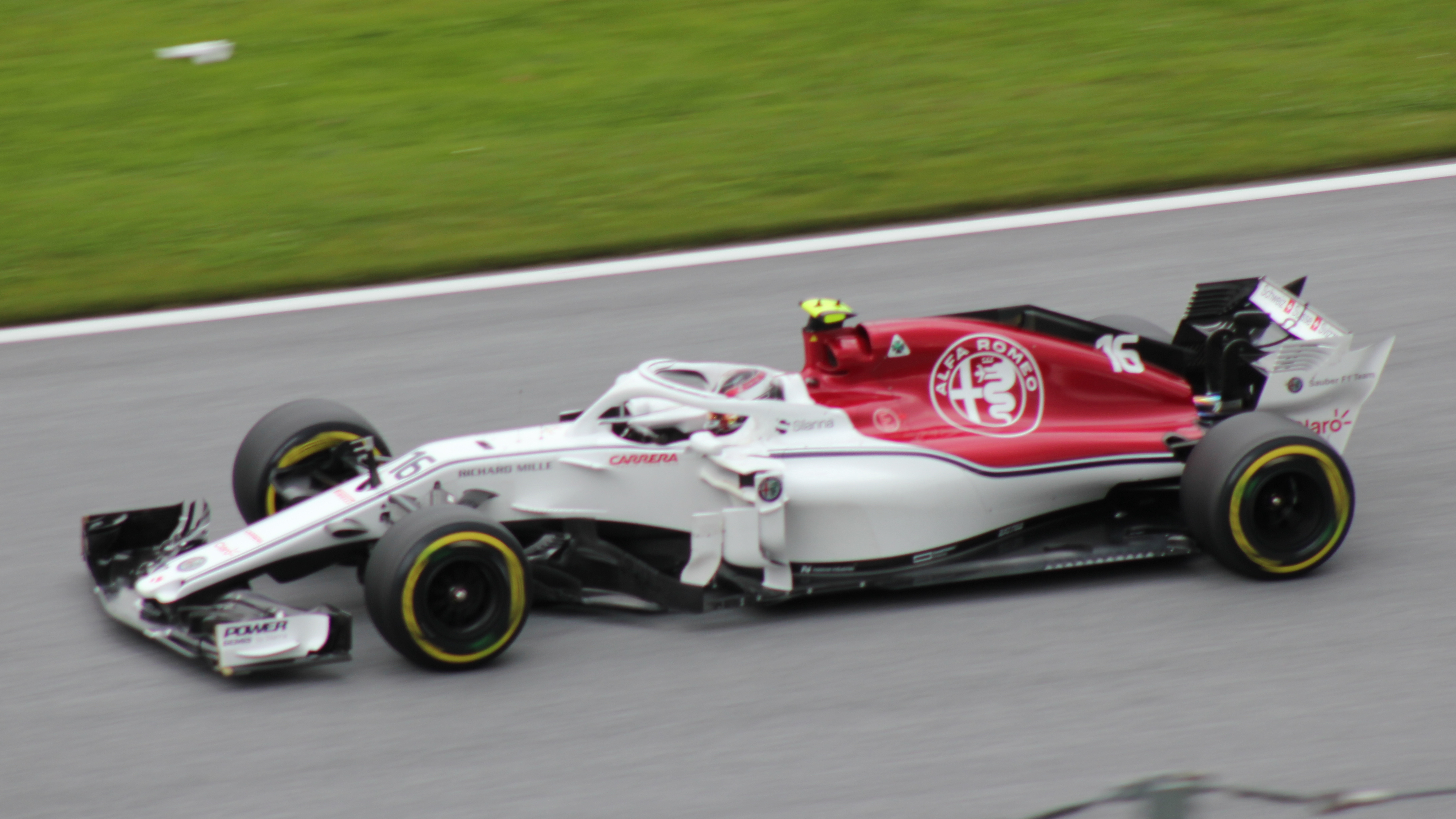
2018年オーストリアグランプリで走行するルクレール

序盤はチームメイトのマーカス・エリクソンに対して苦戦が続いたが、第4戦アゼルバイジャンGPで初のQ2進出を果たすと、波乱のレースをかいくぐり6位入賞を果たした。その後、第8戦フランスGPでは初めて予選Q3進出の8番手を獲得し、決勝では10位入賞を記録した。その後も入賞を重ね、最終的に39ポイントのドライバーズランキング13位に入った。さらに、ペナルティポイントを一切受けずにシーズンを終了するなど、ルーキーとは思えない走りを見せた。
シーズン半ばから将来性を考慮して早くもキミ・ライコネンの後任ドライバーとしてフェラーリに移籍するという情報が流れていたが、そのルクレールを推していた当時フェラーリCEOを務めていたセルジオ・マルキオンネが急逝した。フェラーリ首脳陣はライコネン続投を推していたため、来季のフェラーリ入りの可能性は消滅したかと思われたが、Auto Motor und Sportは「フェラーリはマルキオンネの遺志通りにルクレール抜擢」予定という内容をいち早く報道した。9月11日に翌年からのフェラーリ加入が発表され、ほぼ同時にザウバーがライコネンと契約を結んだことが発表され、事実上フェラーリとザウバーの間でのドライバートレードとなった。これによりフェラーリ・ドライバー・アカデミーのドライバーとして初、かつモナコ人初のフェラーリ正ドライバーとなる。フェラーリF1代表のマウリツィオ・アリバベーネは、ルクレールが「少なくとも2022年までは確かに」フェラーリに在籍すると語っており、長期の契約が存在することを示唆した。
この年のベルギーGPのスタート直後、ルクレールは多重クラッシュに巻き込まれたが、マシンのHaloが損傷を受けながらも無傷でマシンを降りた。2016年チャンピオンのニコ・ロズベルグは、この事故によってこの年から義務化されたHaloの効果が実証されたと述べた。FIAによる事故調査の最終報告書は、Haloが無かった場合アロンソ車のフロントウィング翼端板（エンドプレート）がルクレールのヘルメットのバイザー部分に直撃していたと結論付けた。

### フェラーリ時代

#### 2019年

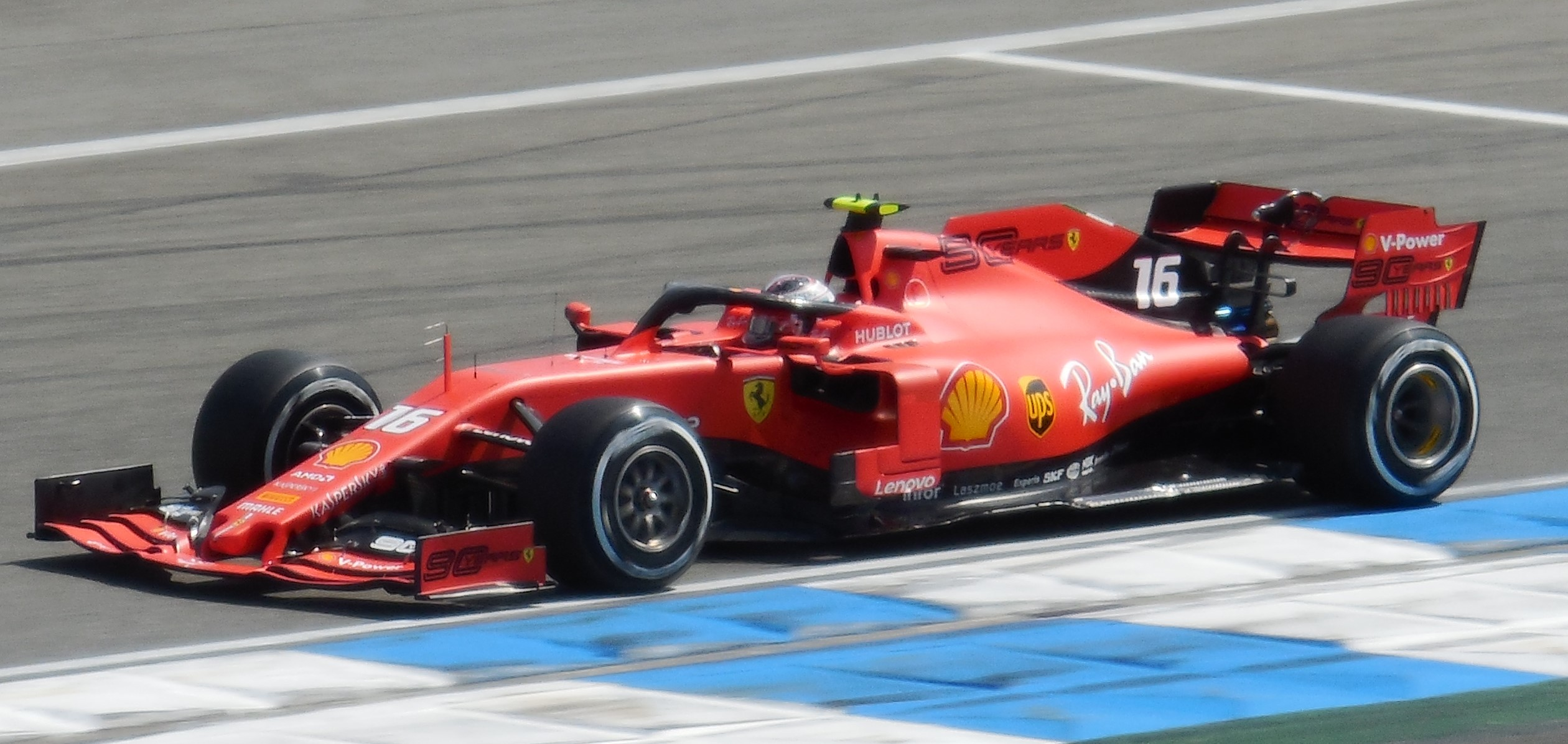
2019年ドイツグランプリ

発表通りフェラーリに移籍。チームメイトはセバスチャン・ベッテル。
2018年シーズン終了直後に、ヤス・マリーナ・サーキットで行われたタイヤテストでフェラーリのドライバーとして初走行し、テスト2日目のトップタイムを記録した。2019年、カタロニアサーキットでのプレシーズンテスト2日目担当を任され、暫定でのトップタイムを記録した。
第2戦バーレーンGPで今季のチーム及び自身初のポールポジション（PP）を獲得。決勝ではスタートでベッテルの先行を許すも抜き返し、トップを快走していたが、PUトラブルでスローダウンを余儀なくされてメルセデス勢の先行を許し、後方を走るマックス・フェルスタッペンレッドブル）にも抜かれるのは時間の問題とされたが、ルノー勢のマシントラブルによりセーフティカー導入でそのまま3位でチェッカーを受け、モナコ人としては1950年モナコグランプリのルイ・シロン以来69年振り2人目の自身初の表彰台に立った。その後、第9戦オーストリアGPで今季2度目のPPを獲得。決勝も快走し、メルセデス勢の不調により初優勝目前であったが、フェルスタッペンの猛追により2位でのチェッカーとなった。
そして、第13戦ベルギーGPでは今季3度目のPPを獲得。決勝の終盤でメルセデスに追いつかれたものの、見事抑えきりキャリア初優勝を飾った。だが、サポートレースのF2ベルギー戦で彼のカート時代からの友人であるアントワーヌ・ユベールの死亡事故が発生。そのため、この勝利はユベールに捧げるものであるコメントした。ベルギーGPで優勝した勢いは止まらず、続くフェラーリのお膝元である第14戦イタリアGPでもPPを獲得すると決勝では後ろから猛追するメルセデス勢を振り切って2戦連続のポール・トゥ・ウィン。フェラーリに9年ぶりのイタリアGP優勝をもたらしティフォシを沸かせた。
続く第15戦シンガポールGPでは今季のマシン特性的には不利と見られていたが、ここで導入されたアップデートが予想以上の成果を発揮。それも手伝い、3戦連続となるPPを獲得。決勝はベッテルのアンダーカットにより2位に終わったが、第16戦ロシアGPでもPPを獲得。そのため、9月に開催された4戦すべてでPPを獲得する形となった。
最終的に2019年シーズンの最多PP取得者になり、最終戦アブダビGPでもボッタスの猛追をかわして3位表彰台を獲得。第8戦フランスGP以降は、全体的にベッテルを上回る活躍を見せた。その一方でベッテルがマシンとのマッチングに失敗し精彩を欠いたドライビングが目立ったことも手伝い、メディアはルクレールを事実上のエースとして扱う言動が目立った。そのうえ、チームは結果的にドライバー管理に失敗し、チーム内の緊張が当事者のドライビングに現れた場面も見られた。
元々フェラーリと長期契約を結んでいた噂は流れていたが、2019年12月23日にフェラーリからルクレールと複数年契約を結んでいることを発表。契約内容の詳細は不明だが、2024年までフェラーリと契約を結んだことが正式に明らかとなった。

#### 2020年
フェラーリ2年目。チームメイトの変更はなし。

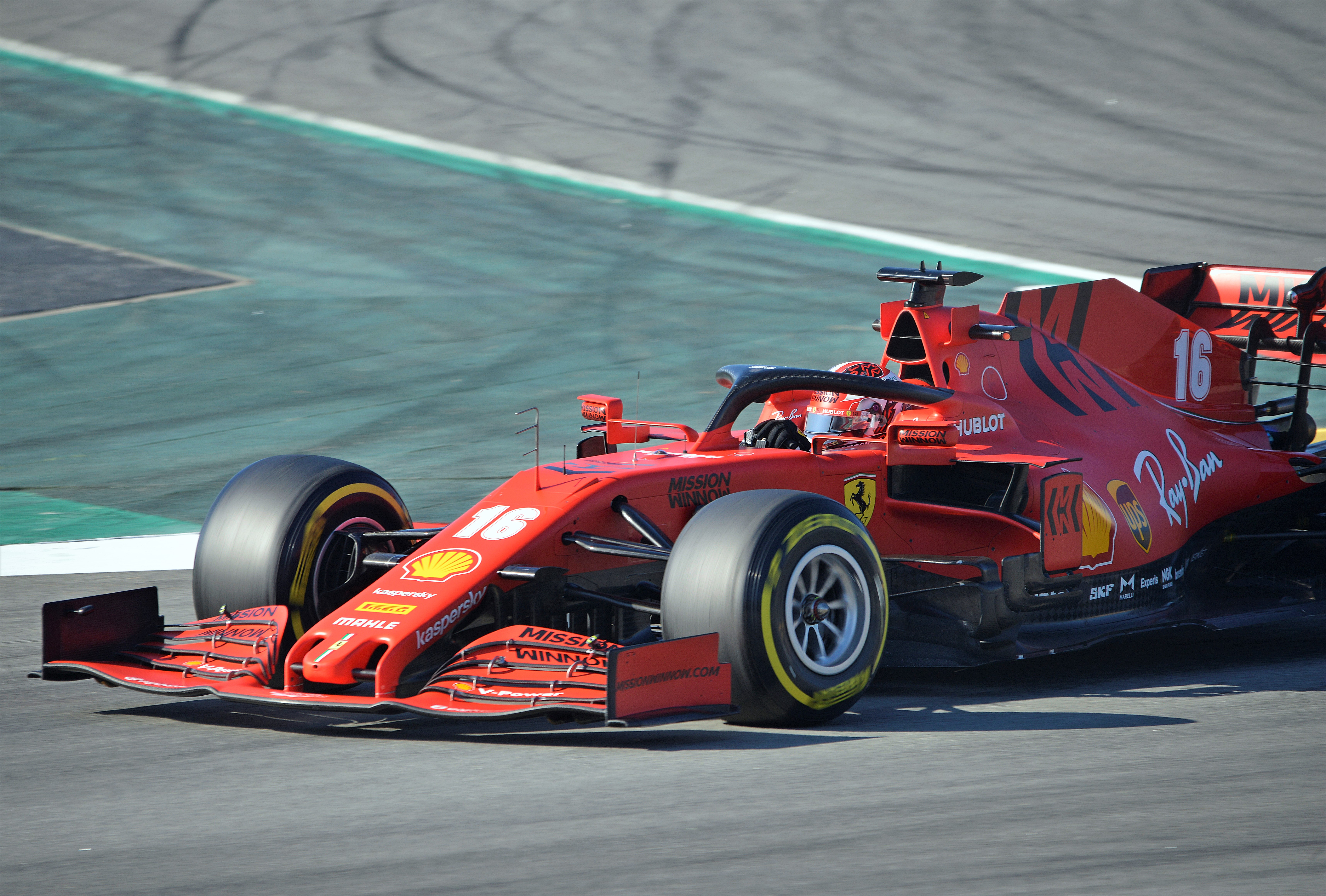
2020年カタロニアテスト

前年の活躍から期待される一人ではあったが、2020年プレシーズンテストの段階で、様々の要因が重なり、前年より戦闘力が低いマシンで戦うことが避けられないことが示唆され、シーズンに不安を残した。2019新型コロナウイルスの世界的流行の影響で7月からレッドブルリンクでの連戦という形でシーズンを迎えるが、開幕戦のフリー走行の段階で今季のマシンの戦闘力不足が明確化され、その決勝こそサバイバルレースとなったこともあり、上位で走行していたことや自身の前のマシンのペナルティにより2位表彰台を獲得。シルバーストン・サーキットでの2連戦となった第4戦イギリスGPと第5戦70周年記念グランプリでは、前者は3位に入るものの、これはバルテリ・ボッタス（メルセデス）がトラブルで後方に沈んだことによって得た結果であり、開幕戦と同様繰り上げ的な面があり、実際同レースで前にいたマックス・フェルスタッペン（レッドブル）に対し、最終周でのファステストラップ（FL）ポイント狙いのタイヤ交換を許すほどの差をつけられていた。後者ではタイヤの設定変更を受け、2ストップ戦略が中心となる中、前戦と同じ1ストップ戦略でしのぎ切り4位入賞を果たした。第14戦トルコGPでは雨の中フェラーリ勢2台が好位置をキープ、最終ラップに2位のセルジオ・ペレス（レーシング・ポイント）を刺すもオーバーランし、さらに後ろにいたベッテルにも抜かれ悔しい4位となった。
シーズンの成績は表彰台2回を含む計10回入賞。ドライバーズランキング8位でシーズンを終えた。

#### 2021年

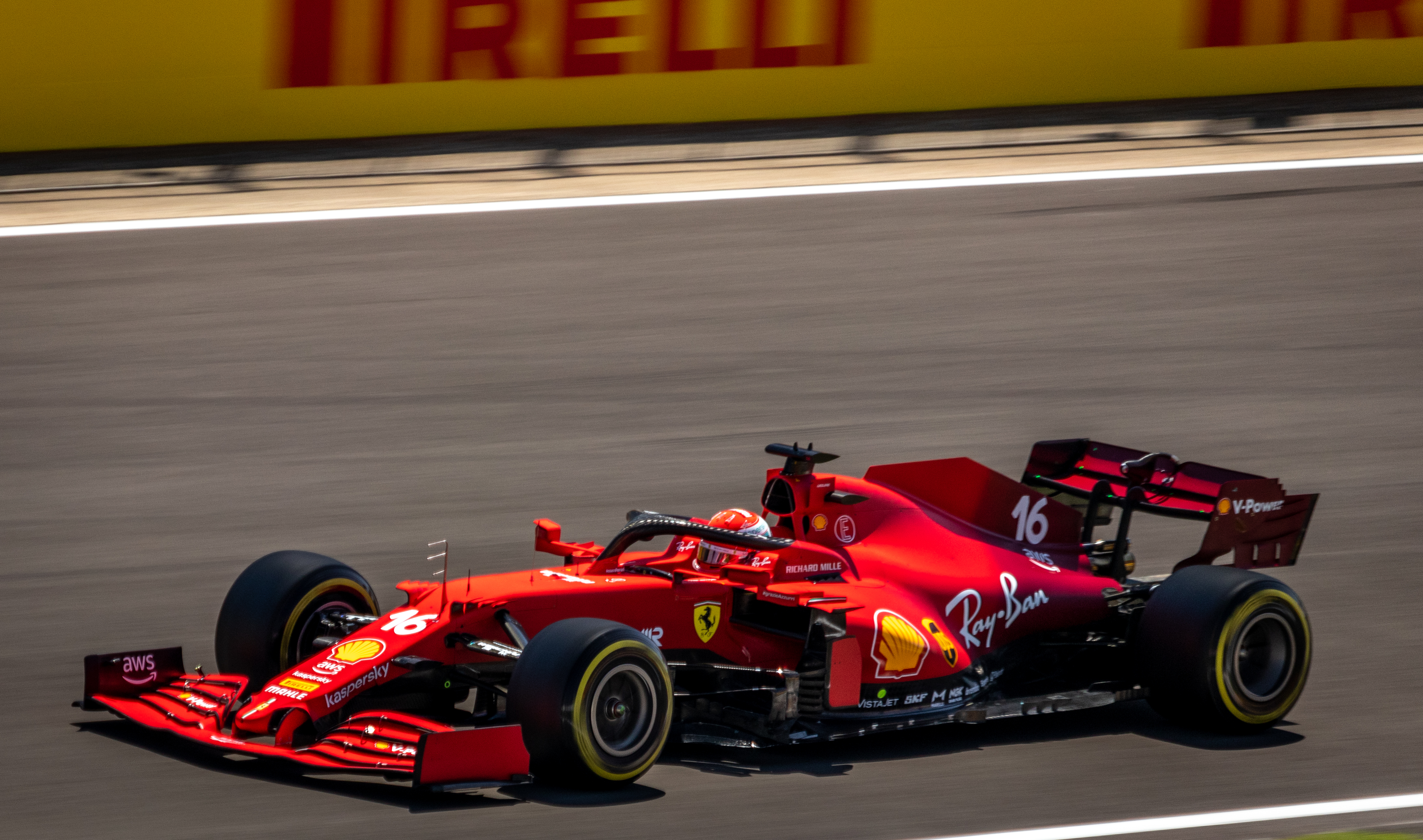
2021年イギリスグランプリ

フェラーリ3年目。チームメイトはベッテルに代わってマクラーレンより加入したカルロス・サインツとなる。
メルセデス、レッドブル勢には及ばないものの、前年型のマシンと比較すると戦闘力が向上。前年と比べれば、上位争いや入賞できるレースが増えており、市街地コースとなるモナコGP、アゼルバイジャンGPでは2戦続けてポールポジションを獲得。イギリスGPでは、終盤にルイス・ハミルトンに抜かされるまで首位を走り、最終的には約1年ぶりの表彰台となる2位となった。その後は表彰台を獲得することはできなかったもののコンスタントにポイントを稼ぎサウジアラビアGP終了地点でランキング5位のランド・ノリスに並んだものの最終戦では10位に終わり、このレースで3位表彰台を獲得したサインツに逆転されランキング7位でシーズンを終えた。

#### 2022年
前年に引き続きフェラーリからカルロス・サインツと共に参戦。開幕前のテストから好調でパドック内でも競争力があると見られていた。開幕戦のバーレーンGPはポールポジションを獲得、決勝では2021年王者のマックス・フェルスタッペン（レッドブル）との一騎打ちとなったが、敢えて先行させ直後にDRSを用いて抜き返すという展開を見せた。残り6周でSCの導入によりリードが無くなる場面もあったが、再開後は振り切り開幕戦を制した。合わせてファステストラップも記録したことから、自身初のハットトリックを達成。第2戦サウジアラビアGPの予選ではセルジオ・ペレス（レッドブル）に0.025秒及ばず2番手となった。決勝ではピットインとSC導入のタイミングによりトップに立つが、終盤は開幕戦同様にフェルスタッペンとの一騎打ちとなり、最終コーナー手前のDRSの検知を取り合うバトルを見せた。46周目に追い抜かれても食らいついたが、残り2周でストロールとアルボンがターン1で接触したことにより黄旗が振られ、追い抜きのチャンスが失われ2位でゴール。第3戦オーストラリアGPは何度もSCやVSCが導入されたが、最終ラップにFLの記録や後続を20秒以上引き離すなど圧勝だった。また、全周ラップリーダーも記録したことによりグランドスラム（F1史上26人目）を達成。しかしその後は、ポールポジションこそシーズンで最多の9回獲得したものの自身のミスやマシントラブル、チーム戦略に振り回される場面が目立つなどして優勝は第11戦オーストリアGPのみに留まり、シーズン最多勝利数を更新したフェルスタッペンの独走を許す結果となった。最終的にドライバーズランキングは最終戦までもつれこんだペレスとの争いを制する形で2位でシーズンを終えた。

#### 2023年
引き続きフェラーリからサインツと共に参戦。この年から、ルーキーイヤーの2018年に所属したザウバーのチーム代表であったフレデリック・バスールがフェラーリのチーム代表に就任し、再び師弟関係となる。第4戦アゼルバイジャンGPで今季初表彰台の3位を獲得したが、今期は表彰台に上がるのもままならない位置でのレースが続いた。5度のポールポジションを獲得するなど予選での速さはあり、終盤戦になるにつれて表彰台に上がる回数も増えたもののいずれも勝利には繋がらず、この年は未勝利でシーズンを終えた。

#### 2024年
開幕前のテストから好調さを見せ、開幕戦から安定した強さを発揮。モナコまでの8戦全てトップ4フィニッシュをしている。これはチームのマネージメントもかなり改善されていることが大きく、実際レース中のピットミスやミスからの自滅、信頼性の問題もここ数年では考えられないほど減っている(むしろ、これまで1回も出ていないと言った方が正しい)。
そして第8戦モナコGPにて悲願の母国初制覇。モナコ人がモナコを制覇するのは1931年のルイ・シロン以来93年振り2人目で、1950年から始まったF1世界選手権では初となる快挙となった。モナコ人による母国グランプリ表彰台も1950年のシロン以来74年ぶりである。

## 評価
- 2度のF1ワールドチャンピオンであるミカ・ハッキネンは、ルクレールがザウバーのマシンから「最大限のパフォーマンスを引き出す方法を知っている」と評価している[65]。なお、ハッキネンはルクレールをF2時代から知っており、取材を中断して彼と真剣に話し込んだこともあった[66]。2019年からチームメイトとなるセバスチャン・ベッテルも「ルクレールに対する"過大評価"は正しい」と主張している[67]。一方で、「彼がどれほど良いドライバーであるかを、僕らはまだ全然知らない[68]」といった意見もあった。
- レッドブル首脳のヘルムート・マルコは、自チームであるレッドブル傘下のドライバー以外ではルクレールがルイス・ハミルトンやベッテル以上の最も優秀な現役ドライバーと高く評価している[69]。

## レース戦績

### 略歴
| 年   | シリーズ                                        | チーム                                                                  | レース           | 勝利             | PP               | FL               | 表彰台           | ポイント         | 順位             |
| ---- | ----------------------------------------------- | ----------------------------------------------------------------------- | ---------------- | ---------------- | ---------------- | ---------------- | ---------------- | ---------------- | ---------------- |
| 2014 | フォーミュラ・ルノー2.0 アルプス（英語版）      | フォーテック・モータースポーツ（英語版）                                | 14               | 2                | 1                | 0                | 7                | 199              | 2位              |
| 2014 | ユーロカップ・フォーミュラ・ルノー2.0（英語版） | フォーテック・モータースポーツ（英語版）                                | 6                | 0                | 0                | 0                | 3                | N/A              | NC†              |
| 2015 | FIA フォーミュラ3・ヨーロピアン選手権           | ファン・アメルスフォールト・レーシング（英語版）                        | 33               | 4                | 3                | 5                | 13               | 365.5            | 4位              |
| 2015 | マカオグランプリ                                | ファン・アメルスフォールト・レーシング（英語版）                        | 1                | 0                | 0                | 0                | 1                | N/A              | 2位              |
| 2016 | GP3シリーズ                                     | ARTグランプリ                                                           | 18               | 3                | 4                | 4                | 8                | 202              | 1位              |
| 2016 | フォーミュラ1                                   | スクーデリア・フェラーリ                                                | 開発ドライバー   | 開発ドライバー   | 開発ドライバー   | 開発ドライバー   | 開発ドライバー   | 開発ドライバー   | 開発ドライバー   |
| 2016 | フォーミュラ1                                   | ハースF1チーム                                                          | テストドライバー | テストドライバー | テストドライバー | テストドライバー | テストドライバー | テストドライバー | テストドライバー |
| 2017 | FIA フォーミュラ2選手権（英語版）               | プレマ・レーシング                                                      | 22               | 7                | 8                | 4                | 10               | 282              | 1位              |
| 2017 | フォーミュラ1                                   | スクーデリア・フェラーリ                                                | テストドライバー | テストドライバー | テストドライバー | テストドライバー | テストドライバー | テストドライバー | テストドライバー |
| 2017 | フォーミュラ1                                   | ザウバーF1チーム                                                        | テストドライバー | テストドライバー | テストドライバー | テストドライバー | テストドライバー | テストドライバー | テストドライバー |
| 2018 | フォーミュラ1                                   | アルファロメオ・ザウバーF1チーム                                        | 21               | 0                | 0                | 0                | 0                | 39               | 13位             |
| 2019 | フォーミュラ1                                   | スクーデリア・フェラーリ スクーデリア・フェラーリ・ミッション・ウィノウ | 21               | 2                | 7                | 4                | 10               | 264              | 4位              |
| 2020 | フォーミュラ1                                   | スクーデリア・フェラーリ・ミッション・ウィノウ                          | 17               | 0                | 0                | 0                | 2                | 98               | 8位              |
| 2021 | フォーミュラ1                                   | スクーデリア・フェラーリ・ミッション・ウィノウ                          | 22               | 0                | 2                | 0                | 1                | 159              | 7位              |
| 2022 | フォーミュラ1                                   | スクーデリア・フェラーリ                                                | 22               | 3                | 9                | 3                | 11               | 308              | 2位              |
| 2023 | フォーミュラ1                                   | スクーデリア・フェラーリ                                                | 22               | 0                | 5                | 0                | 6                | 206              | 5位              |
| 2024 | フォーミュラ1                                   | スクーデリア・フェラーリ スクーデリア・フェラーリHP                     | 24               | 3                | 3                | 3                | 13               | 356              | 3位              |
| 2025 | フォーミュラ1                                   | スクーデリア・フェラーリHP                                              | 13               | 0                | 0                | 0                | 5                | 139*             | 5位*             |

- † : ゲストドライバーとしての出走であるため、ポイントは加算されない。
- * : 現状の今シーズン順位。

### フォーミュラ・ルノー2.0 アルプス・シリーズ
| 年                | エントラント                              | 1         | 2         | 3       | 4     | 5       | 6       | 7       | 8       | 9     | 10      | 11      | 12    | 13      | 14      | 順位 | ポイント |
| ----------------- | ----------------------------------------- | --------- | --------- | ------- | ----- | ------- | ------- | ------- | ------- | ----- | ------- | ------- | ----- | ------- | ------- | ---- | -------- |
| 2014年 （英語版） | フォーテック・モータースポーツ （英語版） | MNZ 1 Ret | MNZ 2 Ret | PAU 1 6 | PAU 2 | RBR 1 4 | RBR 2 4 | SPA 1 3 | SPA 2 3 | MNZ 1 | MNZ 2 1 | MUG 1 2 | MUG 2 | JER 1 6 | JER 2 7 | 2位  | 199      |

- 太字はポールポジション、斜字はファステストラップ。(key)

### ユーロカップ・フォーミュラ・ルノー2.0
| 年                | エントラント                              | 1     | 2     | 3        | 4        | 5     | 6     | 7       | 8     | 9       | 10    | 11    | 12    | 13    | 14    | 順位 | ポイント |
| ----------------- | ----------------------------------------- | ----- | ----- | -------- | -------- | ----- | ----- | ------- | ----- | ------- | ----- | ----- | ----- | ----- | ----- | ---- | -------- |
| 2014年 （英語版） | フォーテック・モータースポーツ （英語版） | ALC 1 | ALC 2 | SPA 1 26 | SPA 2 30 | MSC 1 | MSC 2 | NÜR 1 5 | NÜR 2 | HUN 1 2 | HUN 2 | LEC 1 | LEC 2 | JER 1 | JER 2 | NC†  | -        |

- 太字はポールポジション、斜字はファステストラップ。(key)
- † : ゲストドライバーとしての出走であるため、ポイントは加算されない。

### FIA フォーミュラ3・ヨーロピアン選手権
| 年                | エントラント                                      | エンジン           | 1        | 2     | 3       | 4       | 5     | 6       | 7       | 8     | 9     | 10      | 11        | 12    | 13    | 14      | 15      | 16    | 17      | 18      | 19      | 20        | 21       | 22      | 23      | 24      | 25      | 26      | 27      | 28      | 29      | 30      | 31      | 32       | 33       | 順位 | ポイント |
| ----------------- | ------------------------------------------------- | ------------------ | -------- | ----- | ------- | ------- | ----- | ------- | ------- | ----- | ----- | ------- | --------- | ----- | ----- | ------- | ------- | ----- | ------- | ------- | ------- | --------- | -------- | ------- | ------- | ------- | ------- | ------- | ------- | ------- | ------- | ------- | ------- | -------- | -------- | ---- | -------- |
| 2015年 （英語版） | ファン・アメルスフォールト・レーシング （英語版） | フォルクスワーゲン | SIL 1 12 | SIL 2 | SIL 3 1 | HOC 1 3 | HOC 2 | HOC 3 1 | PAU 1 3 | PAU 2 | PAU 3 | MNZ 1 5 | MNZ 2 Ret | MNZ 3 | SPA 1 | SPA 2 6 | SPA 3 2 | NOR 1 | NOR 2 3 | NOR 3 4 | ZAN 1 5 | ZAN 2 Ret | ZAN 3 10 | RBR 1 6 | RBR 2 4 | RBR 3 6 | ALG 1 6 | ALG 2 7 | ALG 3 7 | NÜR 1 4 | NÜR 2 5 | NÜR 3 5 | HOC 1 8 | HOC 2 10 | HOC 3 21 | 4位  | 363.5    |

- 太字はポールポジション、斜字はファステストラップ。(key)

### マカオグランプリ
| 年                | チーム                                           | 車両                     | 予選 | 予選 レース | 決勝 レース |
| ----------------- | ------------------------------------------------ | ------------------------ | ---- | ----------- | ----------- |
| 2015年 （英語版） | ファン・アメルスフォールト・レーシング（英語版） | ダラーラ・F316（英語版） | 3位  | 2位         | 2位         |

### GP3シリーズ
| 年                | エントラント  | 1         | 2         | 3         | 4           | 5         | 6         | 7         | 8         | 9         | 10        | 11        | 12        | 13        | 14          | 15        | 16        | 17          | 18        | 順位 | ポイント |
| ----------------- | ------------- | --------- | --------- | --------- | ----------- | --------- | --------- | --------- | --------- | --------- | --------- | --------- | --------- | --------- | ----------- | --------- | --------- | ----------- | --------- | ---- | -------- |
| 2016年 （英語版） | ARTグランプリ | CAT FEA 1 | CAT SPR 9 | RBR FEA 1 | RBR SPR Ret | SIL FEA 2 | SIL SPR 3 | HUN FEA 6 | HUN SPR 3 | HOC FEA 5 | HOC SPR 3 | SPA FEA 1 | SPA SPR 6 | MNZ FEA 4 | MNZ SPR Ret | SEP FEA 3 | SEP SPR 5 | YMC FEA Ret | YMC SPR 9 | 1位  | 202      |

- 太字はポールポジション、斜字はファステストラップ。(key)

### FIA フォーミュラ2選手権
| 年     | エントラント       | 1         | 2         | 3         | 4         | 5           | 6           | 7         | 8         | 9         | 10          | 11        | 12        | 13        | 14        | 15          | 16        | 17         | 18        | 19        | 20        | 21        | 22        | 順位 | ポイント |
| ------ | ------------------ | --------- | --------- | --------- | --------- | ----------- | ----------- | --------- | --------- | --------- | ----------- | --------- | --------- | --------- | --------- | ----------- | --------- | ---------- | --------- | --------- | --------- | --------- | --------- | ---- | -------- |
| 2017年 | プレマ・レーシング | BHR FEA 3 | BHR SPR 1 | CAT FEA 1 | CAT SPR 4 | MON FEA Ret | MON SPR 18† | BAK FEA 1 | BAK SPR 2 | RBR FEA 1 | RBR SPR Ret | SIL FEA 1 | SIL SPR 5 | HUN FEA 4 | HUN SPR 4 | SPA FEA DSQ | SPA SPR 5 | MNZ FEA 17 | MNZ SPR 9 | JER FEA 1 | JER SPR 7 | YMC FEA 2 | YMC SPR 1 | 1位  | 282      |

- 太字はポールポジション、斜字はファステストラップ。(key)
- † : リタイアだが、90%以上の距離を走行したため規定により完走扱い。

### フォーミュラ1
| 年     | エントラント | シャシー | エンジン                    | 1       | 2        | 3       | 4      | 5       | 6        | 7      | 8       | 9       | 10      | 11      | 12      | 13      | 14     | 15     | 16      | 17      | 18       | 19     | 20       | 21     | 22     | 23     | 24    | WDC  | ポイント |
| ------ | ------------ | -------- | --------------------------- | ------- | -------- | ------- | ------ | ------- | -------- | ------ | ------- | ------- | ------- | ------- | ------- | ------- | ------ | ------ | ------- | ------- | -------- | ------ | -------- | ------ | ------ | ------ | ----- | ---- | -------- |
| 2016年 | ハース       | VF-16    | フェラーリ 061 1.6 V6 t     | AUS     | BHR      | CHN     | RUS    | ESP     | MON      | CAN    | EUR     | AUT     | GBR TD  | HUN TD  | GER TD  | BEL     | ITA    | SIN    | MAL     | JPN     | USA      | MEX    | BRA TD   | ABU    |        |        |       | -    | -        |
| 2017年 | ザウバー     | C36      | フェラーリ 061 1.6 V6 t     | AUS     | CHN      | BHR     | RUS    | ESP     | MON      | CAN    | AZE     | AUT     | GBR     | HUN     | BEL     | ITA     | SIN    | MAL TD | JPN     | USA TD  | MEX TD   | BRA TD | ABU      |        |        |        |       | -    | -        |
| 2018年 | ザウバー     | C37      | フェラーリ 062 EVO 1.6 V6 t | AUS 13  | BHR 12   | CHN 19  | AZE 6  | ESP 10  | MON 18†  | CAN 10 | FRA 10  | AUT 9   | GBR Ret | GER 15  | HUN Ret | BEL Ret | ITA 11 | SIN 9  | RUS 7   | JPN Ret | USA Ret  | MEX 7  | BRA 7    | ABU 7  |        |        |       | 13位 | 39       |
| 2019年 | フェラーリ   | SF90     | フェラーリ 064 1.6 V6 t     | AUS 5   | BHR 3    | CHN 5   | AZE 5  | ESP 5   | MON Ret  | CAN 3  | FRA 3   | AUT 2   | GBR 3   | GER Ret | HUN 4   | BEL 1   | ITA 1  | SIN 2  | RUS 3   | JPN 6   | MEX 4    | USA 4  | BRA 18†  | ABU 3  |        |        |       | 4位  | 264      |
| 2020年 | フェラーリ   | SF1000   | フェラーリ 065 1.6 V6 t     | AUT 2   | STY Ret  | HUN 11  | GBR 3  | 70A 4   | ESP Ret  | BEL 14 | ITA Ret | TUS 8   | RUS 6   | EIF 7   | POR 4   | EMI 5   | TUR 4  | BHR 10 | SKH Ret | ABU 13  |          |        |          |        |        |        |       | 8位  | 98       |
| 2021年 | フェラーリ   | SF21     | フェラーリ 065/6 1.6 V6 t   | BHR 6   | EMI 4    | POR 6   | ESP 4  | MON DNS | AZE 4    | FRA 16 | STY 7   | AUT 8   | GBR 24  | HUN Ret | BEL 8‡  | NED 5   | ITA 46 | RUS 15 | TUR 4   | USA 4   | MXC 5    | SÃO 57 | QAT 8    | SAU 7  | ABU 10 |        |       | 7位  | 159      |
| 2022年 | フェラーリ   | F1-75    | フェラーリ 066/7 1.6 V6 t   | BHR 1   | SAU 2    | AUS 1   | EMI 62 | MIA 2   | ESP Ret  | MON 4  | AZE Ret | CAN 5   | GBR 4   | AUT 12  | FRA Ret | HUN 6   | BEL 6  | NED 3  | ITA 2   | SIN 2   | JPN 3    | USA 3  | MXC 6    | SÃO 46 | ABU 2  |        |       | 2位  | 308      |
| 2023年 | フェラーリ   | SF-23    | フェラーリ 066/10 1.6 V6 t  | BHR Ret | SAU 7    | AUS Ret | AZE 32 | MIA 7   | MON 6    | ESP 11 | CAN 4   | AUT 212 | GBR 9   | HUN 7   | BEL 35  | NED Ret | ITA 4  | SIN 4  | JPN 4   | QAT 512 | USA DSQ3 | MXC 3  | SÃO DNS5 | LVG 2  | ABU 2  |        |       | 5位  | 206      |
| 2024年 | フェラーリ   | SF-24    | フェラーリ 066/12 1.6 V6 t  | BHR 4   | SAU 3    | AUS 2   | JPN 4  | CHN 4   | MIA 32   | EMI 3  | MON 1   | CAN Ret | ESP 5   | AUT 117 | GBR 14  | HUN 4   | BEL 3  | NED 3  | ITA 1   | AZE 2   | SIN 5    | USA 14 | MXC 3    | SÃO 53 | LVG 4  | QAT 25 | ABU 3 | 3位  | 356      |
| 2025年 | フェラーリ   | SF-25    | フェラーリ 066/12 1.6 V6 t  | AUS 8   | CHN DSQ5 | JPN 4   | BHR 4  | SAU 3   | MIA 7DNS | EMI 6  | MON 2   | ESP 3   | CAN 5   | AUT 3   | GBR 14  | BEL 34  | HUN 4  | NED    | ITA     | AZE     | SIN      | USA    | MXC      | SÃO    | LVG    | QAT    | ABU   | 5位* | 151*     |

- 太字はポールポジション、斜字はファステストラップ。(key)
- † : リタイアだが、90%以上の距離を走行したため規定により完走扱い。
- 決勝順位右上の小数字はスプリント予選・スプリントレースでの順位。
- ‡ : ハーフポイント。レース周回数が75%未満で終了したため、得点が半分となる。
- * : 現状の今シーズン順位。